# 和田堀給水所

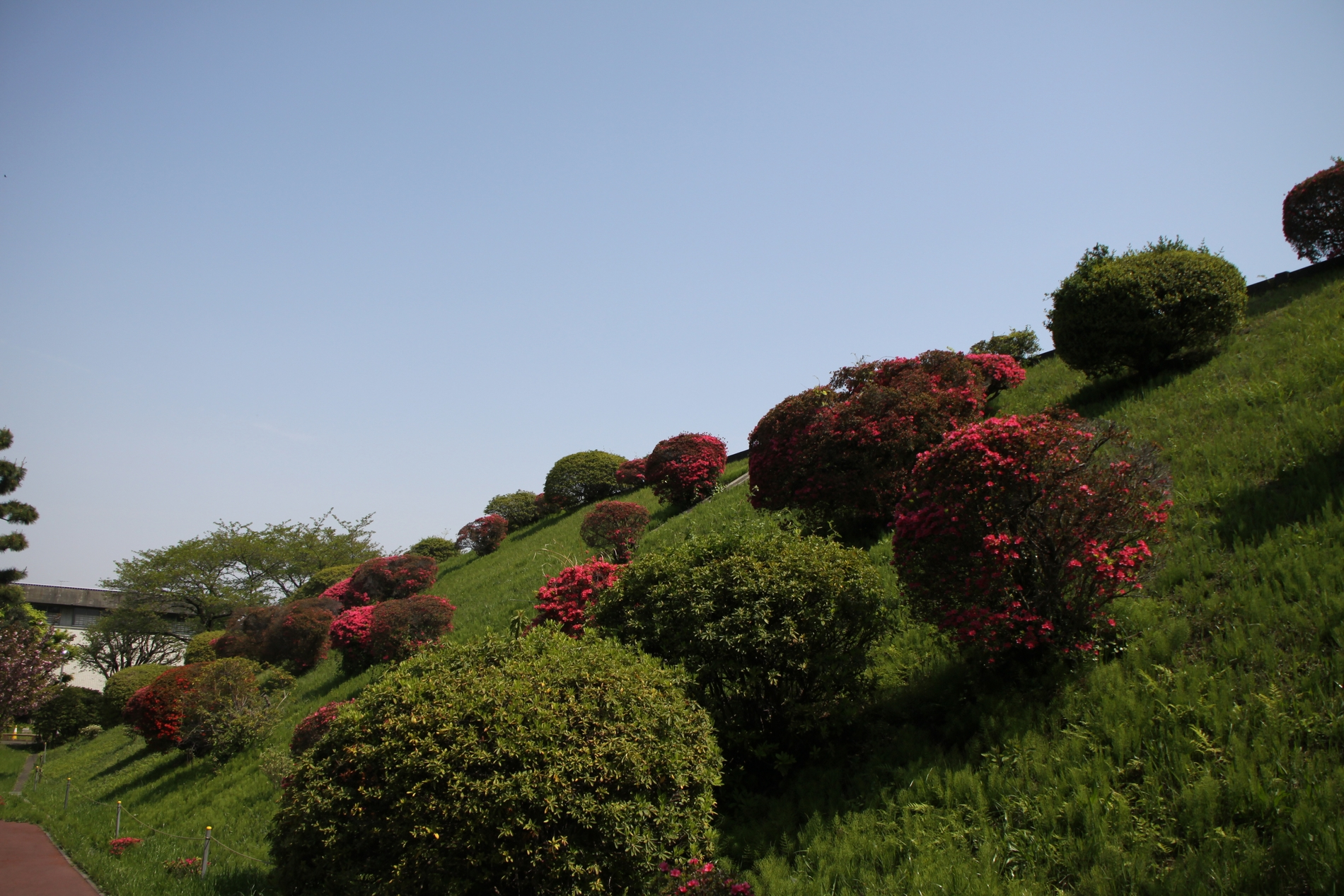
ツツジ

和田堀給水所（わだぼりきゅうすいじょ、英称 Wadabori Water Station）は、東京都世田谷区大原にある東京都水道局の給水所。

## 概要
和田堀の名称は、1889年（明治22年）に成立した近隣の和田堀内村に因む。
東京市の最初期の水道事業で、この地に玉川上水から淀橋浄水場への送水路が通されていた（淀橋浄水場の通水は1898年（明治31年）12月1日。）。
1912年（大正元年）9月に、東京市の水道拡張事業（後に一次水道拡張事業と呼ばれる）が認可され、翌大正2年から事業が着工。1924年（大正13年）3月30日に、羽村村山線導水路、村山上貯水池、村山下貯水池堰堤の下半分（ともに現・村山貯水池、多摩湖）、境浄水場、境和田堀線送水管および導水路の一部とともに、和田堀浄水池として完成した。このとき境浄水場とつなぐ直線の導水路を、後に補強し車両の通行ができるようにしたものが現在の井ノ頭通りである。
その後の水道拡張事業により、現在は東村山浄水場、境浄水場、三郷浄水場からの送水を世田谷区、渋谷区、目黒区、港区に配水している。所内には2つの配水池が置かれている。
- 一号配水池：1934年3月竣工
- 二号配水池：1924年8月竣工

2つの配水池の有効容量は合計60,000m3である。
所内には貯水池保護のため盛土と植樹がされており、年に2回、サクラとツツジが咲く頃に一般公開されている。見られる種類は、オオムラサキツツジ、ベニギリツツジ、ヒラドツツジ、サツキ、クルメツツジなどがある。
2014年で公開を中止し、老朽化した設備の解体と、現在都心と結ぶために給水所北側を迂回するように延伸されている井ノ頭通りの直線化工事が行われることとなった。

## アクセス方法
- 鉄道
  - 京王線代田橋駅下車。